# 대니적애흔미
《대니적애흔미》(对你的爱很美)는 2021년 방송되었던 중국의 드라마이다.

## 줄거리
- 대학교 졸업 시기의 왕샤오미는 토크쇼를 좋아하게 됐고 한 공개 공연 중 소극장 투자자 커레이의 눈에 띄어 함께 일을 하게 된다 왕샤오미는 자신을 공연을 보러오라고 부모님을 초대했지만 엄마인 뤄칭은 커레이를 보자마자 그 자리를 떠나버렸다 알고 보니 커레이는 20여년간 왕래가 없었던 뤄칭의 전 남편이었다는 것 계부인 왕따샨은 이미 딸의 출생에 관한 일들을 다 알고 있었지만 이런 식으로 친아빠와 딸이 다시 만나게 될 거라곤 전혀 생각지도 못했다 이후 두 가족의 평범했던 삶엔 혼란이 찾아온다 커레이는 왕샤오미를 좋아하면서도 딸을 어떻게 대해야 할지 몰라 우왕좌왕 했고, 왕따샨은 어떻게 딸에게 모든 사실을 털어놓아야 할지 근심만 쌓여가는데...

## 등장 인물
- 장자이 - 왕다산 역
- 사일 (沙溢) - 커레이 역
- 류민타오 - 뤄칭 역
- 진미이 (陈美伊) - 왕샤오미 역
- 쑹단단 - 쉬라오라오 역
- 강관남 (姜冠南) - 천무 역
- 왕자선 (王紫璇) - 쉬메이메이 역
- 대문문 (代文雯) - 쉬샤오루 역